# Carlos Lehder
Carlos Enrique Lehder Rivas (Armenia, 7 settembre 1949) è un criminale colombiano, tra i fondatori del cartello di Medellín e uno dei maggiori trafficanti internazionali di droga durante gli anni settanta e ottanta.

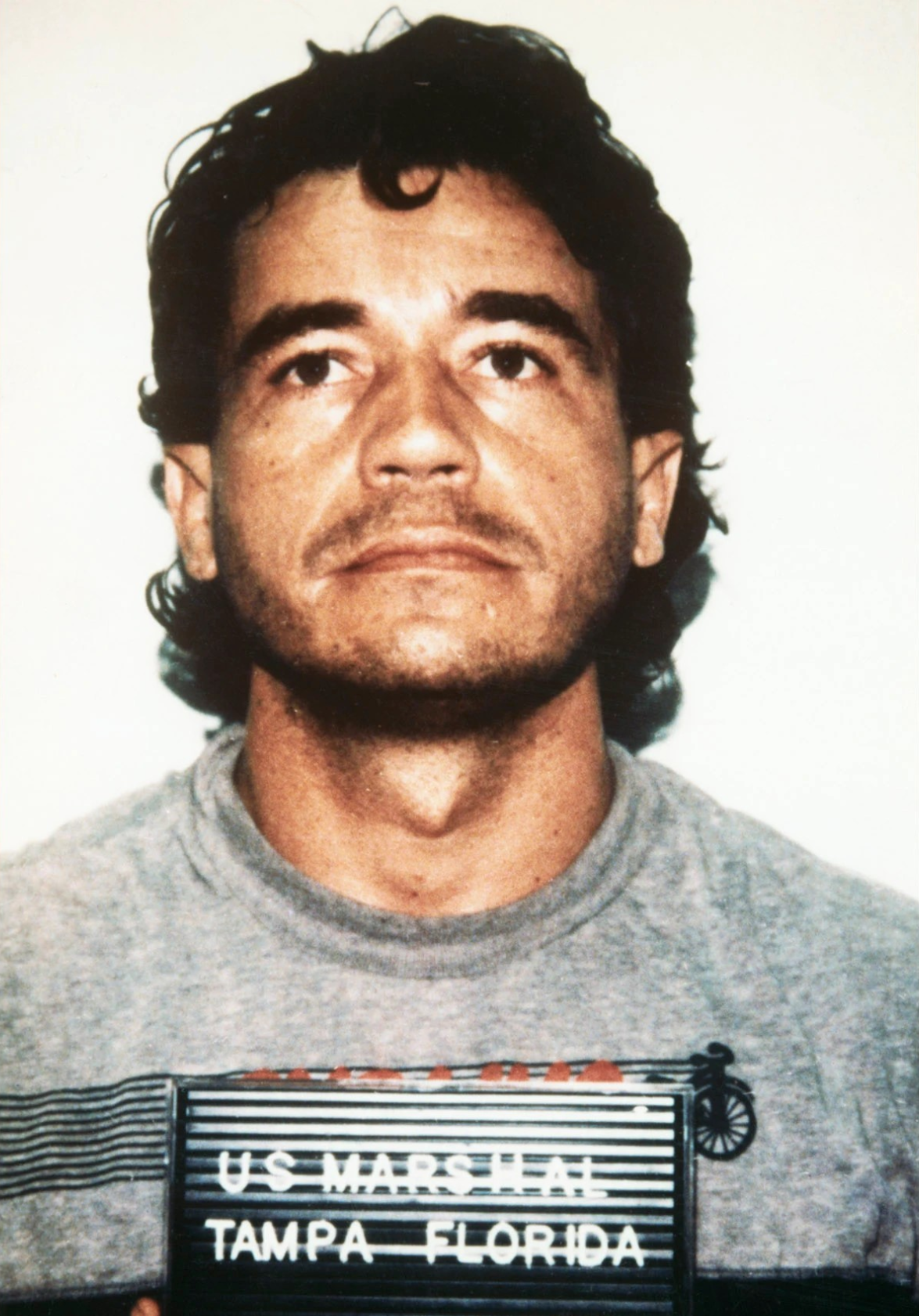
Foto segnaletica di Carlos Lehder

Lehder costituì il suo impero grazie al traffico di cocaina, con base sull'isola di Norman's Cay, a 210 miglia dalla costa della Florida, a sud delle Bahamas. È stata anche accertata la militanza di Lehder, con ruoli primari, nel Movimento Quintín Lamé, un'organizzazione di guerriglieri amerindi della Colombia, e nelle Forze Armate Rivoluzionarie della Colombia (FARC). Fu condannato a 115 anni, poi ridotti a 55 quando decise di collaborare ed entrare nel Programma di protezione dei testimoni a inizio degli anni Novanta. Liberato nel giugno 2020, dopo avere scontato 33 anni, si è trasferito definitivamente a Berlino, sfruttando il cognome e l’ascendenza tedesca del padre.

## Biografia

### Le prime attività e la prigione
Nasce ad Armenia, nel dipartimento di Quindío, il 7 settembre del 1949, figlio di Guillermo Lehder (nato Klaus Wilhelm Lehder), un ingegnere civile tedesco, e di Helena Rivas, colombiana, proveniente da una benestante famiglia di gioiellieri originari di Manizales (nel dipartimento di Caldas). Lehder avviò la propria carriera criminale come ricettatore d'auto rubate fra gli Stati Uniti e il Canada e come spacciatore di marijuana. Mentre scontava una sentenza per furto d'auto nella prigione federale di Danbury, nel Connecticut, Lehder decise che, dopo il suo rilascio, avrebbe tratto profitto dal fiorente mercato della cocaina negli Stati Uniti, e reclutò il suo compagno di cella e spacciatore d'erba, George Jung, come suo socio d'affari. Jung aveva esperienza nel trasporto di marijuana entrando negli Stati Uniti dal Messico con piccoli aerei, restando al di sotto dei segnali radar e atterrando sui letti di laghi prosciugati.

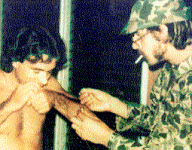
Carlos Lehder (a sinistra) sniffa cocaina con l'ex compagno di prigione Steven Yakovac

Ispirato da ciò, Lehder decise di applicare il concetto al trasporto di coca e formò un'alleanza con Jung. Mentre era in prigione si preoccupò di imparare e raccogliere quante più informazioni possibili nel business della cocaina, in modo da trarne il massimo vantaggio una volta uscito. Lehder avrebbe speso ore interrogando il compagno circa il riciclaggio di denaro e il contrabbando. Jung riportò che Lehder prendeva costantemente appunti e ne conservava un'infinità.
Il piano definitivo di Lehder era rivoluzionare il commercio di cocaina trasportando la droga negli Stati Uniti usando piccoli aeroplani. In precedenza gli spacciatori dovevano affidarsi a "muli umani" che trasportavano la droga contenuta nelle valigie sui normali voli commerciali. Nella visione di Lehder potevano essere trasportati maggiori quantitativi usando piccoli aerei privati, riducendo il rischio d'intercettazioni.

### Inizio del suo impero
Dopo il loro rilascio (per entrambi in libertà vigilata) Lehder e Jung misero su una piccola fonte di reddito attraverso il tradizionale contrabbando di narcotici basato sui "muli": mandarono due ragazze statunitensi in vacanza pagata ad Antigua per prendervi la cocaina e tornarsene con la droga nelle valigie negli USA. Ripetendo il procedimento un po' di volte, ben presto ebbero abbastanza soldi per comprarsi un aereo.
Usando un piccolo aereo e un pilota professionista, Lehder e Jung cominciarono a smerciare coca negli Stati Uniti passando per le Bahamas, aumentando le loro risorse finanziarie e stabilendo collegamenti e un rapporto di fiducia coi rifornitori colombiani, dando al contempo mazzette agli ufficiali del governo delle Bahamas in modo da garantirsi immunità politica e giudiziaria. Il loro inusuale metodo di spaccio cominciava ad acquistare credibilità.
Fu questa rete di traffico in rapida crescita a diventare famosa col nome di "Cartello di Medellín" (ufficialmente nato nel 1981). La società Lehder-Jung si occupava del trasporto e della distribuzione, mentre il re colombiano della droga Pablo Escobar si occupava di produzione e rifornimento. Altri elementi del cartello, come i fratelli Ochoa, si occupavano dei contatti politici in Colombia. La violenza senza scrupoli era parte integrante del processo come la cocaina stessa.

### Norman's Cay

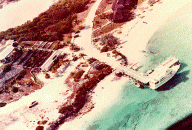
Norman's Cay (Bahamas), la base logistica di Lehder.

Verso la fine degli anni 70, i rapporti fra Lehder e Jung iniziarono a incrinarsi, a causa della combinazione fra la megalomania di Lehder, la mancanza di fiducia in lui di Jung, e il piano segreto di Lehder di avere un'isola alle Bahamas da utilizzare come quartier generale per le sue operazioni. Quest'isola era Norman's Cay che allora consisteva in un piccolo porto, uno yacht club, circa 100 abitazioni e una piccola striscia per l'atterraggio aereo. Nel 1978 Lehder cominciò ad acquistare le proprietà, maltrattare e minacciare i residenti. A un certo punto fu trovato alla deriva uno yacht con uno dei proprietari a bordo, morto. Quando Lehder ebbe cacciato la popolazione e cominciato ad assumere il controllo dell'isola, il primo ministro delle Bahamas, Lynden Pindling, il quale si crede abbia intascato ingenti somme in bustarelle da Lehder e soci, non fece nulla. Norman's Cay divenne il dominio privato e senza legge di Lehder. Da quel momento, Jung venne tagliato fuori dalle operazioni e dovette usare i suoi precedenti contatti per mettere su un modesto contrabbando indipendente da Escobar, senza intralciare il traffico di Lehder.
Dal 1978 fino al 1982, Norman's Cay fu il principale centro del contrabbando di droga dei Caraibi, il nascondiglio e il terreno di gioco tropicale di Lehder e soci. La cocaina era importata dalla Colombia dai jet, poi ricaricata in piccoli aerei e distribuita in Georgia, Florida e Carolina del Sud.
Lehder costruì una pista di atterraggio lunga più di 1 km, protetta da radar, guardie del corpo e dobermann addestrati. All'apice dell'attività criminale, sarebbero arrivati a Norman's Cay 3000 kg di cocaina ogni ora, aumentando continuamente il patrimonio di Lehder , già stimato in miliardi. Lehder si offrì di pagare il debito estero colombiano per due volte: nel 1978 lo propose al presidente Alfonso López Michelsen, in cambio di uno spazio libero per il traffico di droga, e nel 1982 tramite Pablo Escobar, allora membro del Congresso, per evitare la sua estradizione. Ma, all'inizio degli anni '80, la DEA prima e la polizia delle Bahamas dopo intervennero sull'isola per smantellare l'impero dei narcos. Lehder, fuggito dall'isola il 10 luglio 1982, lanciò sul Parco Clifford di Nassau migliaia di volantini con la scritta DEA go home (DEA vai a casa), molti dei quali erano banconote da 100 dollari.

### Caduta e fuga
Il Cartello era in grado di sopravvivere e di comandare solo con l'aiuto della violenza perpetrata contro politici e giudici. Si crede che Lehder sia stato coinvolto, almeno parzialmente, negli omicidi di 11 giudici della Corte suprema colombiana (in un attacco armato che portò alla morte di altre 84 persone), 28 giornalisti e un incalcolabile numero di poliziotti, ufficiali governativi, membri della sua stessa organizzazione, e del ministro della giustizia colombiano Rodrigo Lara Bonilla. È stato quest'ultimo omicidio (29 aprile 1984) che ha portato al declino del cartello di Medellín. La politica di Bonilla era diretta contro le attività dei cartelli ed il suo omicidio portò ad un'importante presa di posizione da parte del governo. Il presidente Belisario Betancur, che si era precedentemente opposto all'estradizione dei signori della droga colombiani negli Stati Uniti, annunciò che ora era intenzionato ad estradare questi malviventi. Carlos Lehder era il primo nome della lista.
Mentre i maggiori esponenti del cartello di Medellín trovarono la protezione di Manuel Noriega a Panama e iniziavano a progettare un'ampia organizzazione là, Lehder, non credendo a Noriega, trovò protezione in Nicaragua, pagando il regime sandinista. In seguito, ancora fuggitivo, Lehder si reintrodusse in Colombia dove si nascose fra i guerriglieri; apparve brevemente in televisione nel 1985 dove denunciò l'imperialismo statunitense e i trattati estraditivi, giocando con il sentimento del nazionalismo colombiano. Catturato in località Berracal (Guarne - Antioquia), vicino a Medellín, nel 1987 è stato estradato negli Stati Uniti e condannato a più 135 anni di carcere, ridotti a 55 anni quando è diventato un collaboratore di giustizia.

## Nei media
- Nel film Blow, incentrato sulla vita del narcotrafficante statunitense George Jung (interpretato da Johnny Depp), la figura di Lehder è rappresentata dal personaggio di Diego Delgado, interpretato dall'attore catalano Jordi Mollà.

- Nella telenovela colombiana Escobar: El Patrón del Mal, incentrata sulla carriera criminale di Pablo Escobar, Lehder vi figura attraverso il personaggio di Marcos Hérber, interpretato dall'attore Alejandro Martínez.

- Nella celebre serie targata Netflix Narcos, Lehder è interpretato dall'attore canadese Juan Riedinger.

- Nel film Barry Seal - Una storia americana (American Made), incentrato sulla vicenda dell'aviatore statunitense Barry Seal (interpretato da Tom Cruise), "mulo" per il Cartello di Medellín, Lehder è interpretato dall'attore Fredy Yate Escobar.